# Chaetonotus naiadis
Chaetonotus naiadis är en djurart som tillhör fylumet bukhårsdjur, och som beskrevs av Francesco Balsamo och Todaro 1993. Chaetonotus naiadis ingår i släktet Chaetonotus och familjen Chaetonotidae. Inga underarter finns listade i Catalogue of Life.